# Giải đua ô tô Công thức 1 Pháp 2008

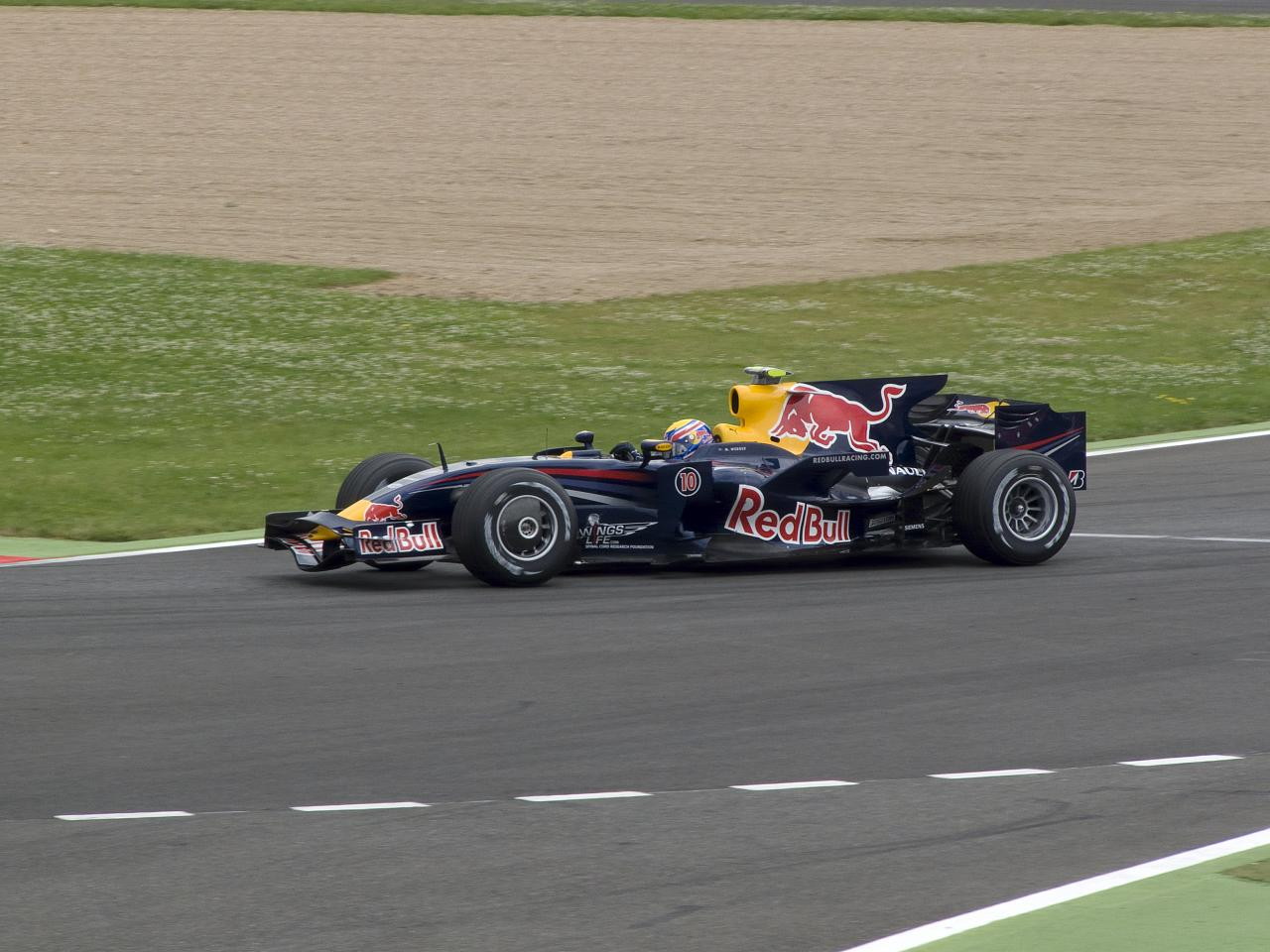
Mark Webber tại Grand Prix Pháp 2008

Giải đua ô tô Công thức 1 Pháp năm 2008 là chặng đua thứ tám của giải vô địch thế giới Công thức 1 năm 2008. Giải được tổ chức từ ngày 20 đến ngày 22 tháng 6 năm 2008.